# Формула фільтрації
Формула фільтрації — формула, що виражає нелінійний закон фільтрації, тобто зв'язок між швидкістю фільтрації υ i градієнтом тиску   
dp / dl :  - dp / dl = a υ  + b υ2  ,
де a, b — постійні експериментальні коефіцієнти, причому а характеризує сили в'зкого тертя (а =μ /  k ;   μ — в'язкості динамічний коефіцієнт;  k — проникності коефіцієнт), b — інерційні сили (формула Ширковського).